# Brontosaurus (film)
Brontosaurus je československý film z roku 1979 režírovaný Věrou Plívovou-Šimkovou. Vypráví o Tomáši Šeredovi, jehož ztvárnil syn režisérky Tomáš Šimek, jenž se zajímá o přírodu, zvířata a chová exotické ptactvo. Spolu s kamarády vyklízí les od odpadků a občas se jim podaří vrátit vyhozené předměty těm, kdo je do lesa odnesli. Tomáš se ovšem nepřátelí se starším spolužákem Frantou Metelkou, ztvárněným Michaelem Hofbauerem, který pro svou sovu, již má ochočenou, střílí v lese ptactvo. Jednou Franta Tomášovi z pomsty vypustí veškeré exotické ptactvo, které Tomáš choval. Postižený se proto vypraví do lesa, kde se je snaží odchytit zpět do voliér. V lese tráví i noc a postupem času se k němu přidávají další děti, mezi nimiž je také Franta, jenž se snaží napravit napáchanou škodu a je Tomášovi nápomocen při odchytu ptáků. V závěru filmu již stanuje v lese celá třída, která také celý les čistí. Ze sesbíraného harampádí sestaví svého maskota Brontosaura, jehož si odvezou z lesa domů.
Ve filmu dále hrají například Pavel Soukup (v roli tělocvikáře), Zdeněk Svěrák (coby učitel Bobr), Veronika Jeníková (pionýrská vedoucí), Josef Somr (inspektor) či Daniela Kolářová (učitelka Bižoléčára).